# 賴明詔
賴明詔（英語：Michael Ming-Chiao Lai，1942年9月8日—），臺灣臺南市人，為臺灣微生物學、病毒學學者，加州大學柏克萊分校分子生物學博士，曾任中央研究院副院長、國立成功大學校長、南加州大學特聘教授、霍華德·休斯醫學研究所正研究員，並獲選為中央研究院院士、美國微生物學院院士、世界科學院院士，在臺灣有「冠狀病毒之父」的美譽。

## 生平
賴明詔生于臺南。他自臺灣省立臺南第一中學畢業後，考進國立臺灣大學醫學系，並於1968年獲醫學士學位。其後赴美於加州大學柏克萊分校攻讀博士，師從彼得·迪斯貝格，期間開始對於病毒之研究，並於其後之學術身涯中持續精研癌症基因、冠狀病毒、C型及D型肝炎等領域。完成博士學業後，賴明詔開始於南加州大學執教。
任職於南加州大學期間，雖然冠狀病毒於當時未獲學界重視，但賴明詔仍持續深入研究。而自1990年至2003年間，除教職外並同時於霍華德·休斯醫學研究所擔任正研究員。在學術榮譽方面，其於1992年獲選為中央研究院院士、2002年獲選美國微生物學院院士、2006年獲選世界科學院院士。
2003年經時任中央研究院院長李遠哲的邀請，賴明詔返臺出任該院副院長。卸任後，曾於2007年至2011年間擔任國立成功大學校長。其後於國立成功大學、中國醫藥大學任講座教授。

## 荣誉
- 1989年，獲北柏林頓基金會傑出學者獎。
- 1990年，獲美洲華人生物科學學會國泰醫院肝炎研究獎。
- 1992年，當選中央研究院院士。
- 1998年，獲南加州大學研究和學術創新獎。
- 2002年，獲選為美國微生物學院院士。
- 2003年，獲王桂榮台美文教基金會科技工程獎。
- 2004年，獲國立中央大學頒贈榮譽博士學位。
- 2006年，獲選為發展中國家科學院（今世界科學院）院士。
- 2007年，獲傑出人才發展基金會傑出人才獎。
- 2008年，獲南加州大學終身成就獎。
- 2009年，獲美洲華人生物科學學會終身成就獎。
- 2012年，獲選為李國鼎講座教授。
- 2013年，獲總統科學獎。
- 2017年，獲日經亞洲獎（日语：日経アジア賞）。